# Берещино (станция)

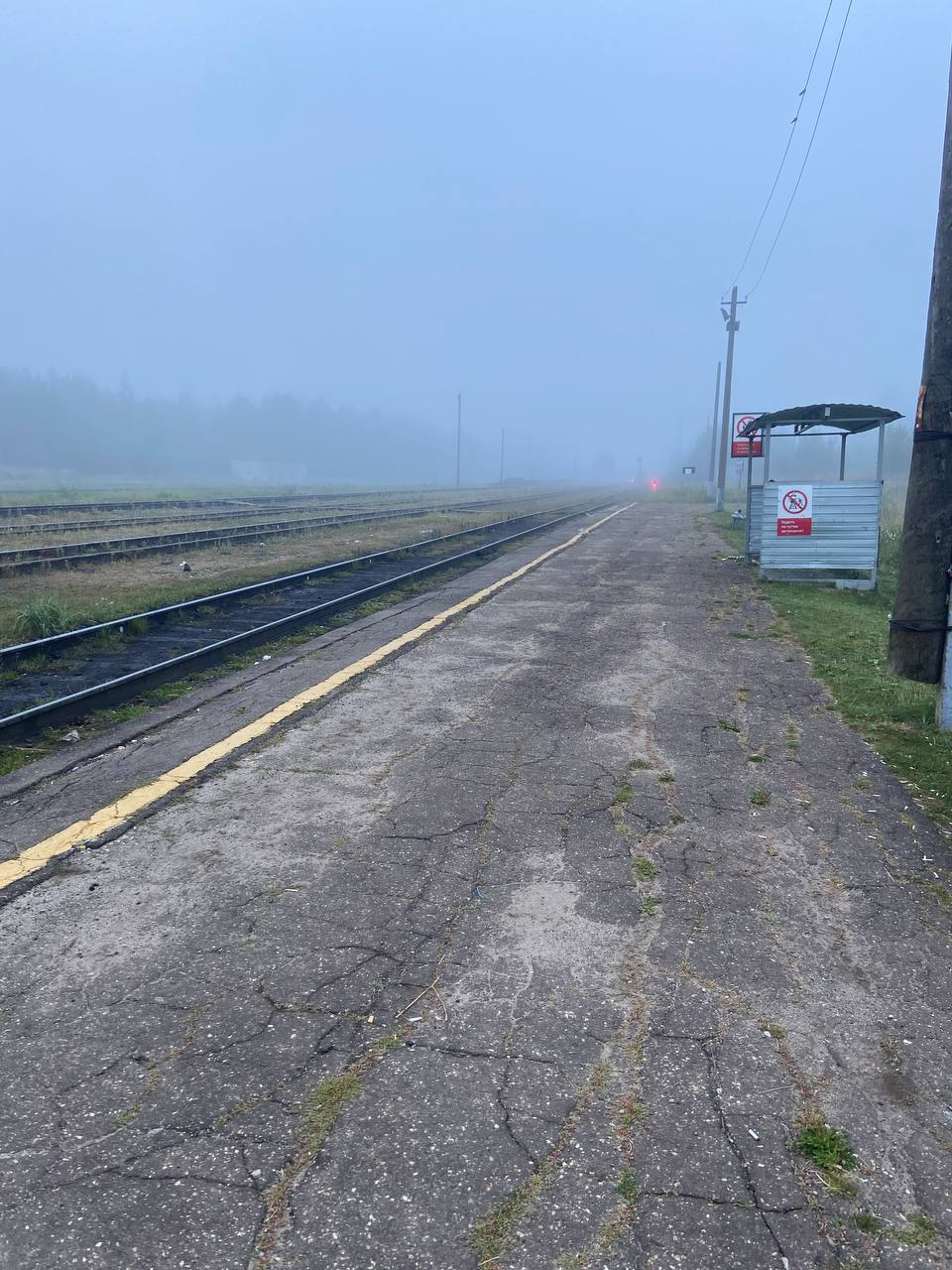
Перрон железнодорожной станции Берещино. Август 2023 года

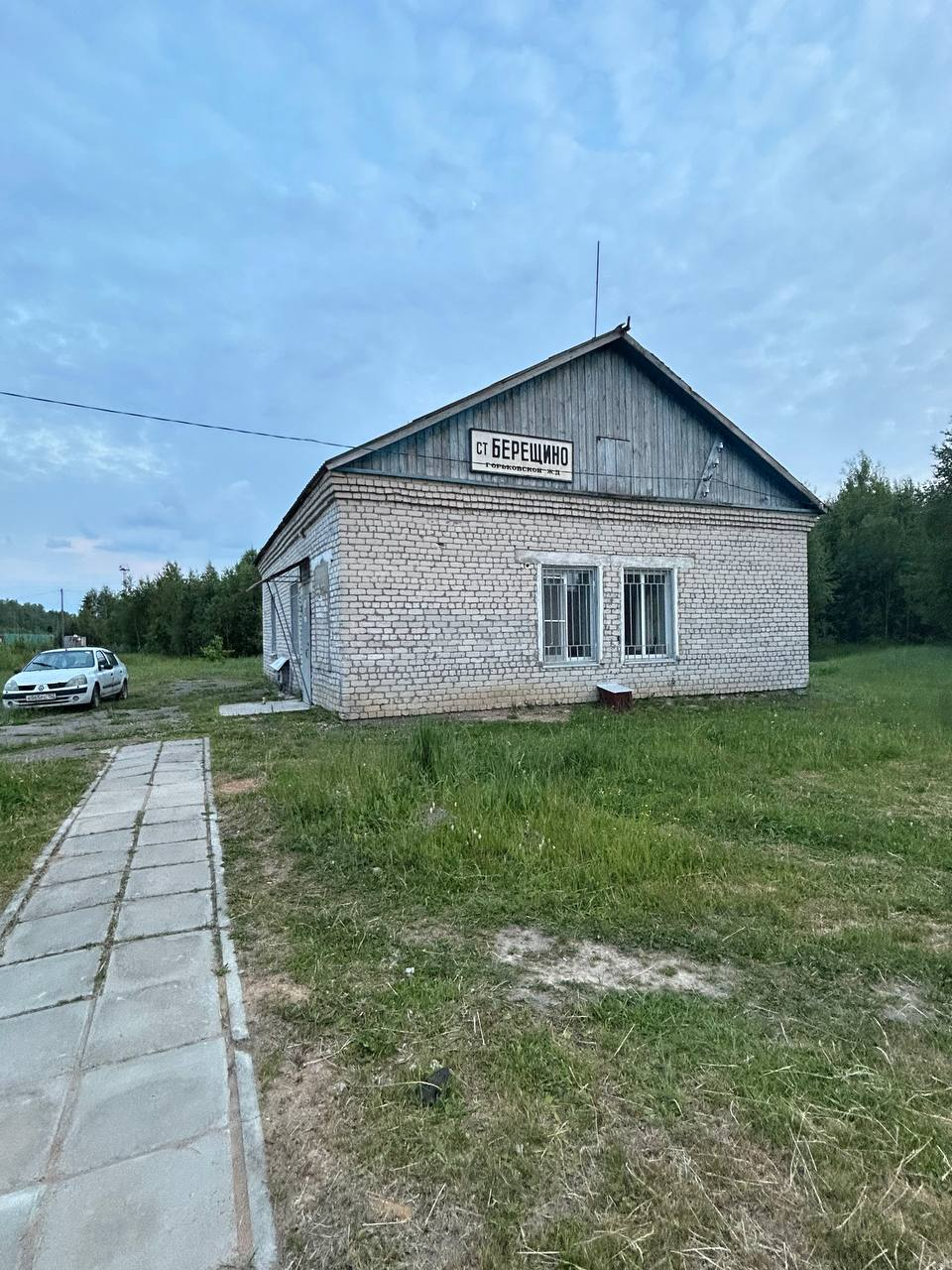
Вокзал станции Берещино

Бере́щино — железнодорожная станция Горьковской железной дороги на участке Шатки — Первомайск-Горьковский. Расположена на территории Городского округа города Первомайска Нижегородской области.

## Краткая характеристика
Станция относится к Муромскому региону Горьковской железной дороги, является конечной для поездов сообщением от Берещино до Москвы. От станции отходят железнодорожные ветки на Первомайск, Сатис и Саров. Станция отнесена к 4 классу. Участки дороги не электрифицированы.

## История
Небольшая железнодорожная станция в деревне Берещино появилась в конце 1920-х годов, одновременно с вводом в эксплуатацию узкоколейной линии Шатки — Берещино —Ташино. Посёлок Ташино (ныне город Первомайск) был основан в 1853 году на месте строительства металлургического завода.
Позже Ташинский железоделательный завод был переоборудован в машиностроительный, по производству тормозного оборудования для подвижного состава
магистральных железных дорог. С 1918 года — Ташинский чугуноплавильный завод объединения машиностроительных заводов Сормово-Коломна.
С 1922 года переименован в Первомайский чугуноплавильный завод. С 1939 года и по настоящее время — Первомайский тормозной завод.
В начале 1930-х годов была построена узкоколейка: Берещино — Саров. В 1927 году в селе Саров была организована «Детская трудовая коммуна № 4», воспитанники которой принимали активное участие в строительстве железнодорожной ветки.
В начале 1950-х годов, по решению Совета Министров СССР началось строительство дороги широкой колеи на Шатки, которая укладывалась параллельно существующей узкоколейной; при этом узкоколейная железная дорога продолжала работать. В 1960-х годах узкоколейная железная дорога прекратила своё существование и была разобрана.
В 1964 году станция и дорога из ведомственного подчинения были переданы на баланс Горьковской железной дороги МПС СССР и внесены в реестр дорог и станций общего пользования. Было налажено прямое пассажирское сообщение с Москвой.

## Пассажирское движение
Ежедневно через станцию проходит пара пассажирских поездов сообщением Москва — Первомайск.

## Примечания

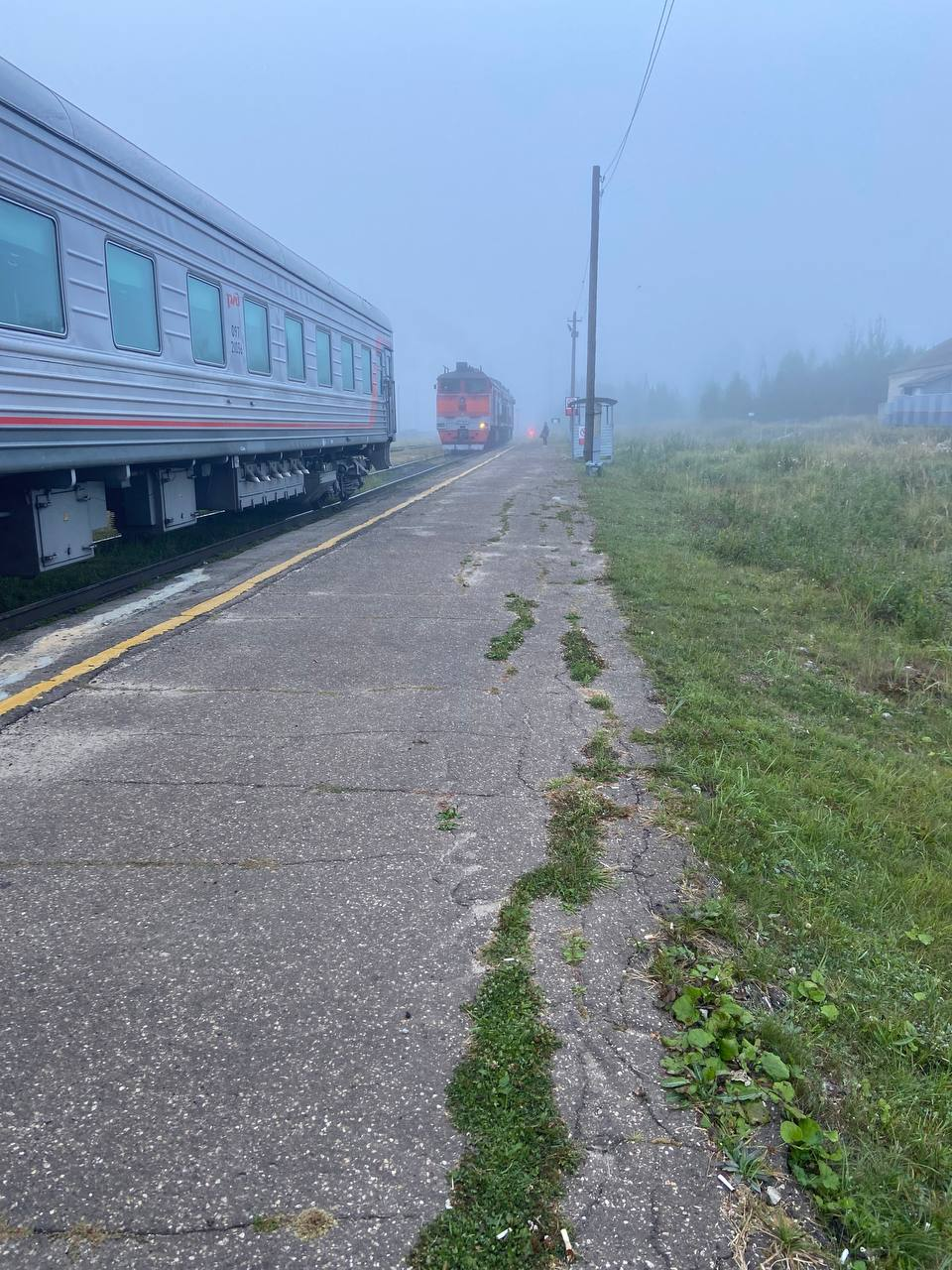
Железнодорожная станция Берещино. Август 2023